# Kirstine Smith
Kirstine Smith (ur. 1878, zm. 1939) – duńska matematyk i statystyk. Zajmowała się kwestiami związanymi z optymalizacją eksperymentów. Jej nauczycielem był Thorvald Nicolai Thiele.